# Buli (Sprache)
Buli wird von 150.000 Sprechern (2003 GILLBT), den Builsa im Builsa North Municipal District im Norden Ghanas gesprochen. Alternative Namen sind Builsa, Bulisa, Kanjaga und Guresha.
Es besteht eine Verwandtschaft mit Konni. Mit Mampruli besteht zu 77 % sprachliche Übereinstimmung.